# Pseudocophora buqueti
Pseudocophora buqueti là một loài bọ cánh cứng trong họ Chrysomelidae. Loài này được Guerin miêu tả khoa học năm 1830.